# Euxoa lugubris
Euxoa lugubris är en fjärilsart som beskrevs av Brandt 1941. Euxoa lugubris ingår i släktet Euxoa och familjen nattflyn. Inga underarter finns listade i Catalogue of Life.